# Czarnogłowy (przystanek kolejowy)
Czarnogłowy – zlikwidowany przystanek gryfickiej kolei wąskotorowej w Czarnogłowach, w województwie zachodniopomorskim, w Polsce.